# Kastanjenon
De kastanjenon (Lonchura atricapilla) of zwartkopnon is een kalm vogeltje uit de familie van de prachtvinken (Estrildidae).

## Taxonomie
Volgens de IOC World Bird List is het taxon Lonchura atricapilla afgesplitst van Lonchura malacca (sensu lato). De kastanjenon wordt echter vaak nog beschouwd als ondersoort: Lonchura malacca atricapilla. Een indeling waarbij L. malacca sensu lato staat voor een vogelsoort met een groot verspreidingsgebied, dat reikt tot de Filipijnen, is nog steeds gangbaar.

## Kenmerken
De kop, nek, keel en buik zijn zwart, bovenzijde van de vleugels en staart zijn kastanje- tot chocoladebruin. De snavel is blauwgrijs. Het vrouwtje is qua uiterlijk gelijk aan het mannetje. De totale lengte van kop tot puntje van de staart meet 11 centimeter.

## Verspreiding en leefgebied
De kastanjenon komt van nature voor in Zuid- en Zuidoost-Azië van de Himalaya tot Malakka, Borneo, Sumatra en de Filipijnen. Verwilderde populaties komen voor op Jamaica, Martinique en Palau. Het leefgebied bestaat uit gebieden met lage, dichte vegetaties, graslanden, struikgewas, rijstvelden maar ook vliegvelden.
De soort telt zeven ondersoorten:
- L. a. rubronigra: noordelijk India en Nepal.
- L. a. atricapilla: noordoostelijk India, Bangladesh, Myanmar en zuidwestelijk China.
- L. a. deignani: Thailand, zuidoostelijk China en Indochina.
- L. a. sinensis: Malakka en noordelijk Sumatra.
- L. a. batakana: noordwestelijk Sumatra.
- L. a. formosana: Taiwan en noordelijk Luzon.
- L. a. jagori: de Filipijnen (behalve noordelijk Luzon) en Borneo.

## Status
De kastanjenon heeft een enorm groot verspreidingsgebied en daardoor alleen al is de kans op uitsterven uiterst gering. Er is geen aanleiding te veronderstellen dat de soort in aantal achteruit gaat. Om die redenen staat de kastanjenon als niet bedreigd op de Rode Lijst van de IUCN.

## De kastanjenon als kooivogel

### Verzorging
Deze prettige en kalme vogels zijn gemakkelijk te houden in een gemengde en goed beplante (buiten)volière. Deze vogeltjes badderen graag, water moet dus altijd aanwezig zijn.
De verzorging is praktisch gelijk aan die van de witkopnon en de driekleurennon.

### Voeding
Het menu bestaat uit het normale zaadmengsel voor tropische vogels, trosgierst en onkruidzaden. Water, maagkiezel en grit moeten natuurlijk altijd ter beschikking staan.